# Virtus Entella Beach Soccer
La Virtus Entella Beach Soccer è stata una squadra di beach soccer con sede a Chiavari e centro di allenamento a Lavagna, attiva nella sola stagione 2019 in cui prese parte al massimo campionato italiano. I suoi giocatori erano soprannominati "diavoli neri" come gli omologhi della società di calcio Virtus Entella.

## Storia
La società venne fondata a maggio 2019 attraverso un accordo di collaborazione tra il Bragno Beach Soccer, società con sede a Cairo Montenotte reduce dalla Serie A del 2018, e la Virtus Entella, società di calcio neopromossa in Serie B.
La squadra — allenata da Cristian Cattardico — prese parte alla Coppa Italia 2019, venendo eliminata al turno preliminare dall'Ecosistem Catanzaro, ed alla Serie A del 2019, disputando anche un derby con il Genova e terminando al settimo posto la Poule promozione. 
Nel 2020 il campionato italiano di beach soccer non venne organizzato a causa della pandemia di COVID-19, mentre nella stagione successiva la squadra non si iscrisse.

## Sponsor
Di seguito l'elenco dei fornitori tecnici della Virtus Entella Beach Soccer.
- 2019 Adidas

## Allenatori
Di seguito l'elenco degli allenatori della Virtus Entella Beach Soccer.
- 2019  Cristian Cattardico